# Ralph Bryans
Ralph Bryans, född 7 mars 1941 i Belfast, död 6 augusti 2014 i Skottland, var en brittisk (nordirländsk) roadracingförare som vann 50GP 1965.

## Segrar 350GP
| Nummer | Grand Prix | År   |
| ------ | ---------- | ---- |
| 1      | Italien    | 1967 |

## Segrar 250GP
| Nummer | Grand Prix   | År   |
| ------ | ------------ | ---- |
| 1      | Västtyskland | 1967 |
| 2      | Japan        | 1967 |

## Segrar 50GP
| Nummer | Grand Prix   | År   |
| ------ | ------------ | ---- |
| 1      | Holland      | 1964 |
| 2      | Belgien      | 1964 |
| 3      | Västtyskland | 1964 |
| 4      | Västtyskland | 1965 |
| 5      | Frankrike    | 1965 |
| 6      | Holland      | 1965 |
| 7      | Isle of Man  | 1966 |